# رودریگو کوردوبا
رودریگو کوردوبا (انگلیسی: Rodrigo Córdoba؛ زادهٔ ۲۵ مارس ۱۹۹۵) بازیکن فوتبال اهل آرژانتین است.